# World Administrative Radio Conference
World Administrative Radio Conference (WARC) var en række konferencer organiseret af International Telecommunication Union (ITU), hvor delegerede fra ITU's medlemslande mødtes for at revidere eller ændre alle internationale radioregler for alle telekommunikationstjenester i hele verden.
I 1992, ved en yderligere befuldmægtiget konference i Genève, blev ITU omstruktureret, og som følge heraf blev konferencen fra 1993 kendt som World Radiocommunication Conference eller WRC.

## WARC-79
World Administrative Radio Conference (WARC-79) var en konference i 1979. Konferencen blev afholdt i Genève, Schweiz, med forberedende konferencer i Panama City, Panama.
Et resultat af mødet i 1979 var tildelingen af tre nye amatørradiobånd (30, 17 og 12 meter båndene).

## Konferenceliste
- ITU Preparatory to World Administrative Radio Conference Panama 1979
- ITU World Administrative Radio Conference Geneva 1979 (WARC-79)
- ITU World Administrative Radio Conference Geneva 1984 (WARC-84)
- ITU World Administrative Radio Conference Geneva 1992 (WARC-92)